# The Voice Angola
The Voice Angola é um talent show angolano que estreou a 11 de Outubro de 2015. O programa é baseado no formato original holandês The Voice of Holland, criado pelo produtor televisivo John de Mol.
O programa foi transmitido semanalmente aos domingos às 19 horas no Canal Jango Luxo, posição 512 da DStv – maior provedora de televisão por satélite em África.
Mariedne Feliciano, que teve como mentora Yola Semedo, foi a vencedora da primeira edição do The Voice Angola apresentado por Dinamene Cruz. A concorrência na final foi de L´ Vincy, Rafael Sampaio e Cirius.

## Equipa

### Apresentadores
| Apresentadores | Edições |
| Apresentadores | 1       |
| -------------- | ------- |
| Dinamene Cruz  |         |
| Repórteres V   | 1       |
| Weza Solange   |         |

### Mentores
| Mentores      | Edições     |
| Mentores      | 1           |
| ------------- | ----------- |
| Paulo Flores  |             |
| Dji Tafinha   |             |
| Yola Semedo   |             |
| C4 Pedro      | Substituído |
| Walter Ananás |             |

## Sumário das Edições
| Edição | Início     | Final      | Vencedor           | Outros finalistas | Outros finalistas | Outros finalistas | Mentor Vencedor | Apresentação | Reportér V   | Mentores | Mentores | Mentores | Mentores |
| ------ | ---------- | ---------- | ------------------ | ----------------- | ----------------- | ----------------- | --------------- | ------------ | ------------ | -------- | -------- | -------- | -------- |
| 1      | 11/10/2015 | 31/01/2016 | Mariedne Feliciano | L' Vincy          | Rafael Sampaio    | Cirius            | Yola Semedo     | Diamene Cruz | Weza Solange | Tafinha  | Walter   | Yola     | Paulo    |